# 卡斯特尔韦特拉诺
卡斯特尔韦特拉诺（義大利語：Castelvetrano），是意大利西西里大区特拉帕尼省的一个市镇。总面积206.43平方公里，人口30660人，人口密度148.5人/平方公里（2009年）。ISTAT代码为081006。